# Groupe parlementaire du Parti social français
Le groupe PSF est un groupe parlementaire français de droite, présent à la Chambre des députés lors de la XVIe législature de la IIIe République. Il est l'émanation parlementaire du Parti social français. Existant depuis décembre 1936, le groupe est officiellement formé le 21 janvier 1937 et disparaît de fait après le 10 juillet 1940.
Très réduit, le groupe n'a jamais beaucoup compté à la Chambre puisqu'il eut à son apogée en 1939 seulement onze députés. Son activité parlementaire s'est limitée à une trentaine de projets de loi. Après le délitement de la coalition de Front populaire à laquelle il s'opposa, il apporta un appoint aux majorités radicales et de centre-droit. L'instauration du régime de Vichy voit le groupe disparaître et ses membres partirent dans différentes directions. À la Libération, son éclatement et le désengagement, choisi ou contraint, de la vie politique des anciens députés PSF, conjugués à la marginalisation du parti, ne permettent pas sa reconstitution.

## Histoire

### Genèse
Le Parti social français est créé en juillet 1936 à la suite de la dissolution des Croix-de-feu par le gouvernement Blum en juin. La nouvelle formation qui n'a pas pu prendre part à la campagne électorale du printemps et présenter de candidats est néanmoins ralliée par quelques parlementaires précédemment Croix-de-feu. Si quelques députés sympathisants avaient rejoint à l'époque de la ligue une informelle Commission consultative des Croix de feu, il n'y a jamais eu de groupe représentant exclusivement l'association à la Chambre.
À l'été 1936, la transformation de la ligue en parti lance le mouvement de La Rocque sur le champ de la lutte politique où jusque-là il s'était refusé à s'aventurer. Le directeur du bureau politique du parti, Edmond Barrachin, est à l'origine de la création d'un intergroupe à la Chambre en octobre 1936. Ce Comité parlementaire de défense des libertés républicaines et de sympathie pour le PSF, sans beaucoup de portée, permet cependant  de recruter une cinquantaine de députés dans diverses formations de droite: Fédération républicaine, radicaux indépendants, républicains de gauche, républicains indépendants d'action sociale. Ce sont majoritairement des membres inscrits à ce dernier groupe qui donnèrent finalement naissance à un véritable groupe parlementaire PSF.

### Formation
Le groupe est formé le 16 décembre 1936 par six députés : Jean Ybarnégaray, Fernand Robbe, Paul Creyssel, Stanislas Devaud, Eugène-Gaston Pébellier et François Fourcault de Pavant, auxquels se rallient rapidement deux démocrates-chrétiens Émile Peter, qui a adhéré aux Croix-de-Feu en avril 1936, et François de Polignac. Il est officiellement déclaré auprès du président de la Chambre le 21 janvier 1937.
Les élections partielles permettent au groupe de s'agrandir. En 1938, il est rejoint par Charles Vallin puis en 1939 par Marcel Deschaseaux et Jacques Bounin. Il comprend finalement onze parlementaires.
Jean Ybarnégaray prend la présidence du groupe et Fernand Robbe la vice-présidence. Le secrétariat du groupe est tenu en étroite liaison avec le bureau politique du parti et les députés intégrés dans les activités militantes. Ce travail de coordination est notamment effectué par Pierre de Léotard et Denys Cochin, petit-fils de l'ancien député monarchiste homonyme.

### Positionnement et activités

#### Contre le Front populaire[6]
Classé dans l'opposition, le groupe refusa la confiance aux gouvernements Blum et Chautemps. Il combattit l'Office du blé et la semaine de 40 heures (à l'exception d'Emile Peter). En revanche, investi dans les questions sociales - la plupart de ses projets de loi allant en ce sens -, il vota l'instauration des congés payés, le programme de grands travaux, la prolongation de la scolarité.

#### Soutien à Daladier[7]
L'arrivée d'Edouard Daladier à la tête du gouvernement changea la donne. Le PSF, qui souhaitait se rapprocher des radicaux, appuya par l'intermédiaire de son groupe le nouveau président du Conseil. L'intégralité du groupe approuva les accords de Munich puis vota les pleins pouvoirs à Daladier. Toujours sensible aux questions sociales, le groupe vota en faveur des allocations aux chômeurs et la retraite des vieux travailleurs

#### Vote des pleins pouvoirs à Pétain
Une des dernières activités du groupe se déroula à Vichy lors du vote des pleins pouvoirs au maréchal Pétain. Ce 10 juillet 1940, huit députés PSF (Ybarnégaray, Robbe, Pébellier, Fourcault de Pavant, Devaud, Vallin, Deschaseaux et  Bounin) votèrent oui tandis que trois, absents, ne prirent pas part au vote (Polignac, Creyssel, Peter). Édouard Frédéric-Dupont rejoint publiquement le groupe à cette date.

## Liste des membres du groupe
- Jean Ybarnégaray, député des Basses-Pyrénées, président du groupe
- Fernand Robbe, député de Seine-et-Oise, vice-président du groupe[9]
- Paul Creyssel, député de Loire
- François Fourcault de Pavant, député de Seine-et-Oise
- Eugène-Gaston Pébellier, député de Haute-Loire
- François de Polignac, député du Maine-et-Loire
- Émile Peter, député de Moselle
- Stanislas Devaud, député de Constantine
- Charles Vallin, député de la Seine
- Marcel Deschaseaux, député des Vosges
- Jacques Bounin, député des Alpes-Maritimes